# Girolamo Santacroce
Girolamo Santacroce (Nápoles, c. 1502 - 1535) fue un escultor del manierismo italiano.
De muy joven, Girolamo inició su aprendizaje con dos escultores de Burgos formados en Roma: Bartolomé Ordóñez y Diego de Siloé. Los dos españoles introdujeron en Nápoles el estilo moderno de las obras romanas de Andrea Sansovino y Giuliano da Sangallo.
En 1516, Girolamo colaboró con Ordóñez y Siloé en las obras de la Capilla Caracciolo di Vicco. Después ejecutó el altar de mármol de la iglesia de Sant'Aniello a Caponapoli. Entre 1521 y 1522, se encontraba en Carrara en compañía de su colega de taller Giangiacomo de Brescia, para hacer el monumento al Cardenal Cisneros, dejado inacabado por Ordóñez.
Al regresar a Nápoles en 1524, ejecutó el altar Del Pezzo en la iglesia de Santa María de Monteoliveto, en que la influencia de la escultura florentina (particularmente la de Jacopo Sansovino) se superpone a la de sus maestros españoles. En 1525 esculpió la decoración en mármol de la capilla Del Docce en San Domenico Maggiore y el monumento fúnebre a Antonio da Gennaro en la iglesia de San Pietro Martire.
En 1527, el saco de Roma provocó un cambio en los gustos artísticos en una dirección expresiva representada sobre todo por el pintor Polidoro da Caravaggio. La influencia de este último y la del manierismo exacerbado de Rosso Fiorentino y de las obras genovesas de Silvio Cosini se dejan sentir en el altar Giustiniani de Santa Maria delle Grazie, en Caponapoli, hecho a partir de 1528.